# Западнотюркски хаганат
Западнотюркският хаганат или каганат възниква с разпадането в 603 г. на Тюркския хаганат на Западен и Източен. Простира се от големия завой на Дон и Азовско море на запад до планината Тян-Шан и Североизточна Индия. Ядро на държавното образувание са десетте стрели – десет племена от две общностни групи, с които някои свързват оногурите.
Между двете общности на десетте стрели съществува антагонизъм. На изток от река Чу се отделят 5 племена дулу, а на запад други пет нушиби. Между 630 и 651 двете групи водят ожесточена междуособна война за надмощие. Столица на племенното обединение е град Суяб. Продължаващите династични междуособици за трона (640 – 657) водят до вкарването на войски на Танската империя в борбата, като китайската империя налага начело на каганата свои протежета. Едва през 704 г. тюркските племена успяват да отхвърлят китайската зависимост. Междувременно Източнотюркският хаганат, възползвайки се от междуособиците, успява да завладее за кратко в края на 7 век Западния. Въпреки относително краткотрайната стабилизация в началото на 8 век, каганатът под ударите на агресивните северни племена, изтощителните междуособици и външната намеса се разпада окончателно през 740 г.
Западнотюркският хаганат успява да консолидира тюркските племена и играе ролята на катализатор на процесите довели до последващата експанзия на юг с възникването на Селджукската държава.